# 第9屆金鐘獎
第9屆金鐘獎是1973年台灣廣播、電視業界的年度盛事之一，表揚1973年度傑出的台灣廣播和電視之藝人。
第15屆之前，金鐘獎採事前公佈得獎名單的方式，因此無「入圍名單」。

## 得獎名單
例如之標記為該獎項得獎者。

## 外部連結
- 62年金鐘獎得獎名單【個人技術獎】 （页面存档备份，存于）.文化部影視及流行音樂產業局.1973-04-01
- 62年金鐘獎得獎名單【創新節目獎 / 優良電視節目獎 】 （页面存档备份，存于）.文化部影視及流行音樂產業局.1973-04-01
- 62年金鐘獎得獎名單【優良廣播節目獎】 （页面存档备份，存于）.文化部影視及流行音樂產業局.1973-04-01